# Melancholie (Gottfried Keller)
Melancholie ist der Titel eines Gedichts des Schweizer Dichters Gottfried Keller. Es entstand 1848 während Kellers Studienaufenthalt in Heidelberg und erschien 1851 in der Sammlung Neuere Gedichte. Damals umfasste es nur die ersten vier Strophen. Die fünfte Strophe, die explizit auf Albrecht Dürers Kupferstich Melencolia I Bezug nimmt, war erstmals in Kellers 1883 erschienenen Gesammelten Gedichten  enthalten.

## Text
Sei mir gegrüßt, Melancholie,

Die mit dem leisen Feeenschritt

Im Garten meiner Phantasie

Zu rechter Zeit ans Herz mir tritt!

Die mir den Mut wie eine junge Weide

Tief an den Rand des Lebens biegt,

Doch dann in meinem bittern Leide

Voll Treue mir zur Seite liegt!

Die mir der Wahrheit Spiegelschild,

Den unbezwungnen, hält empor,

Daß der Erkenntnis Träne schwillt

Und bricht aus dunklem Aug hervor;

Wie hebst das Haupt du streng und strenger immer,

Wenn ich dich mehr und mehr vergaß

Ob lärmendem Geräusch und Flimmer,

Die doch an meiner Wiege saß!

Wie hängt mein Herz an eitler Lust

Und an der Torheit dieser Welt!

Oft mehr als eines Weibes Brust

Ist es von Außenwerk umstellt,

Und selbst den Trost, daß ich aus eignem Streben,

Was leer und nichtig ist, erkannt,

Nimmst du und hast mein stolz Erheben

Zu Boden allsobald gewandt,

Wenn du mir lächelnd zeigst das Buch

Des Königs, den ich oft verhöhnt,

Aus dem es, wie von Erz ein Fluch,

Daß alles eitel sei! ertönt.

Und nah und ferne hör ich dann erklingen

Gleich Narrenschellen ein Getön –

O Göttin, laß mich dich umschlingen,

Nur du, nur du bist wahr und schön! –

Noch fühl ich dich so edel nicht,

Wie Albrecht Dürer dich geschaut:

Ein sinnend Weib, von innerm Licht

Erhellt, des Fleißes schönste Braut,

Umgeben reich von aller Werke Zeichen,

Mit milder Trauer angetan;

Sie sinnt – der Dämon muß entweichen

Vor des Vollbringens reifem Plan.

## Über das Werk

### Zur Form
Jede der fünf Strophen besteht aus acht durch Kreuzreime verbundene Verszeilen. Betonte und unbetonte Silben (Hebungen und Senkungen) alternieren gleichmäßig. Jede Zeile beginnt mit einer Senkung, der bestimmende Versfuß ist daher der Jambus. Außer der fünften und siebenten bestehen alle Zeilen aus genau vier Jamben, enden also männlich. Die fünfte Zeile jeder Strophe ist fünfhebig und endet weiblich (mit einer Senkung). Die siebente, wieder vierhebig, endet des Reimes wegen ebenfalls weiblich. Diese Auflockerung macht die Rede lebendig, dramatisch-eindringlich, zumal die fünften Zeilen jambische Fünfheber darstellen, die dem im klassischen Drama üblichen Blankvers gleichen.

### Zum Inhalt
Das lyrische Ich begrüßt im selbst erschaffenen Phantasiegarten ein Phantasiewesen, Fee oder Göttin, das einen wohlklingenden Namen trägt, der freilich auch ein schweres seelisches Leiden bezeichnet: Melancholie. Dieses Wesen tritt ihm nahe, sehr nahe, „beschleicht“ mit leisen Schritten sein Herz, neckisch wie eine heimliche Geliebte, zugleich bedrohlich wie ein Dämon. Der Überfall oder Anfall geschieht jedoch „zu rechter Zeit“, also weder unerwartet noch unwillkommen, obwohl Melancholie mit dem Ich geradezu lebensgefährlich umgeht, nämlich wie der Sturmwind mit einem Bäumchen. Dann aber lässt sie das gebeugte, zu Boden gedrückte Ich in seiner Not nicht allein, sondern legt sich ihm wie eine treue Geliebte zur Seite.

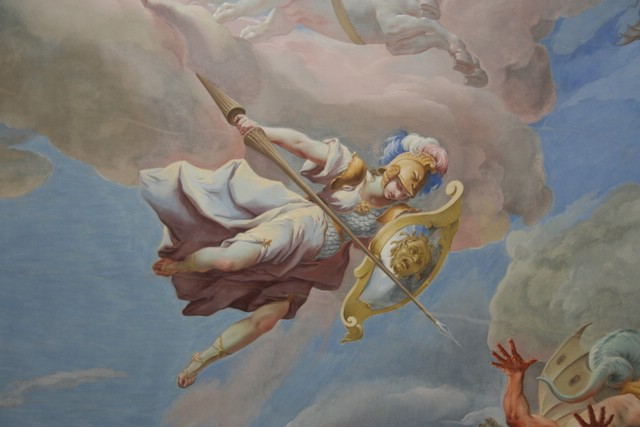
Athene. Ausschnitt aus dem Deckenfresko von Paul Troger im Stift Göttweig.

Wie das zusammenstimmt, zeigt die zweite Strophe: Melancholie verhält sich zum Ich wie eine Erzieherin oder Ärztin. Gebieterisch hält sie ihm den Spiegel vor, konfrontiert es schonungslos mit schmerzhafter Wahrheit. Es erscheinen an ihr Züge und Attribute der Athene, Stadtgöttin des kriegs- und politikerfahrenen, kunst- und wissenschaftsstolzen Athen, die den Beinamen „die Unbezwungene“ führte und jenen Spiegelschild besaß, der die furchtbare Medusa versteinerte. Therapeutisch angewandt bewirkt der Wahrheitsspiegel jedoch das Gegenteil, er erweicht das Ich zu Tränen, veranlasst es zum Eingeständnis, „ob lärmendem Geräusch und Flimmer“ – wegen gehaltloser Äußerlichkeiten – die Göttin vergessen zu haben, was diese ihm vorwirft. Denn Athene alias Melancholie saß an seiner Wiege, wie Feen tun, wenn sie einem Neugeborenen Gaben verleihen. Das erklärt die Situation: Feen wachen eifersüchtig über den Gebrauch, den die Beschenkten von solchen Gaben machen.
In der dritten Strophe setzt das Ich seine Selbstbezichtigung fort: an „eitler Lust“ und „Torheit dieser Welt“ hänge sein Herz. Das klingt recht allgemein. Doch dann: „Mehr als eines Weibes Brust ist es von Außenwerk umstellt … “ Als Metapher für die Befangenheit des Herzens in Äußerlichem wählt der Dichter ausgerechnet einen Frauenbusen samt dem umgebenden, seine Wirkung hervorhebenden Mieder, – ein gewagtes, in so ernstem Zusammenhang fast ungehöriges Bild. Indessen verrät es uns nicht wenig über die Natur der Nöte, in denen das Ich steckt. Offenbar handelt es sich um ein männliches, trotz aller Zerknirschung erotisch interessiertes Ich, welches nach dem gleichsam verstohlen riskierten Seitenblick freilich sofort wieder mit der schmerzhaften Selbstbetrachtung fortfährt. Seine Klage gipfelt darin, dass ihm sogar der Trost, aus eigener Kraft erkannt zu haben, „was leer und nichtig ist“, genommen wird, wenn …
(der Satz überspannt die Grenze zur vierten Strophe) … wenn die gestrenge Lehrmeisterin ihm „lächelnd“ das Buch zeigt, in dem seine vermeintlich originelle Erkenntnis schon längst enthalten ist, das Buch Kohelet, verfasst vom sagenhaften König Salomo, in dem es heißt: „Alles ist ganz eitel“ (Koh 1,2 ). Selbst das Streben nach der Wahrheit betrachtet Salomo als „Haschen nach Wind“ (Koh 1,17 ). Doch seltsam: mit der Erwähnung dieses höchst widerspruchsvollen Mannes, des tiefsten Melancholikers, zugleich aber auch ausschweifendsten Erotikers der Bibel (1 Kön 11,3 ), eines Befürworters von heiterem Lebensgenuss obendrein (Koh 9,9 ), schlägt die Stimmung des Ichs um. Der Totpunkt der Selbsterniedrigung ist überschritten, die tief gebeugten Lebensgeister schnellen empor, aus Mutlosigkeit wird Mutwillen, ja Übermut: Wenn alles nur nach Wind hascht, wenn die ganze Welt von Narrenschellen widerhallt, warum sollte das Ich dann nicht, sei’s auch närrischerweise, nach dem einzig verbliebenen Schönen und Wahren greifen und Göttin, Fee oder sonst ein Phantasiegebilde als Geliebte umarmen?

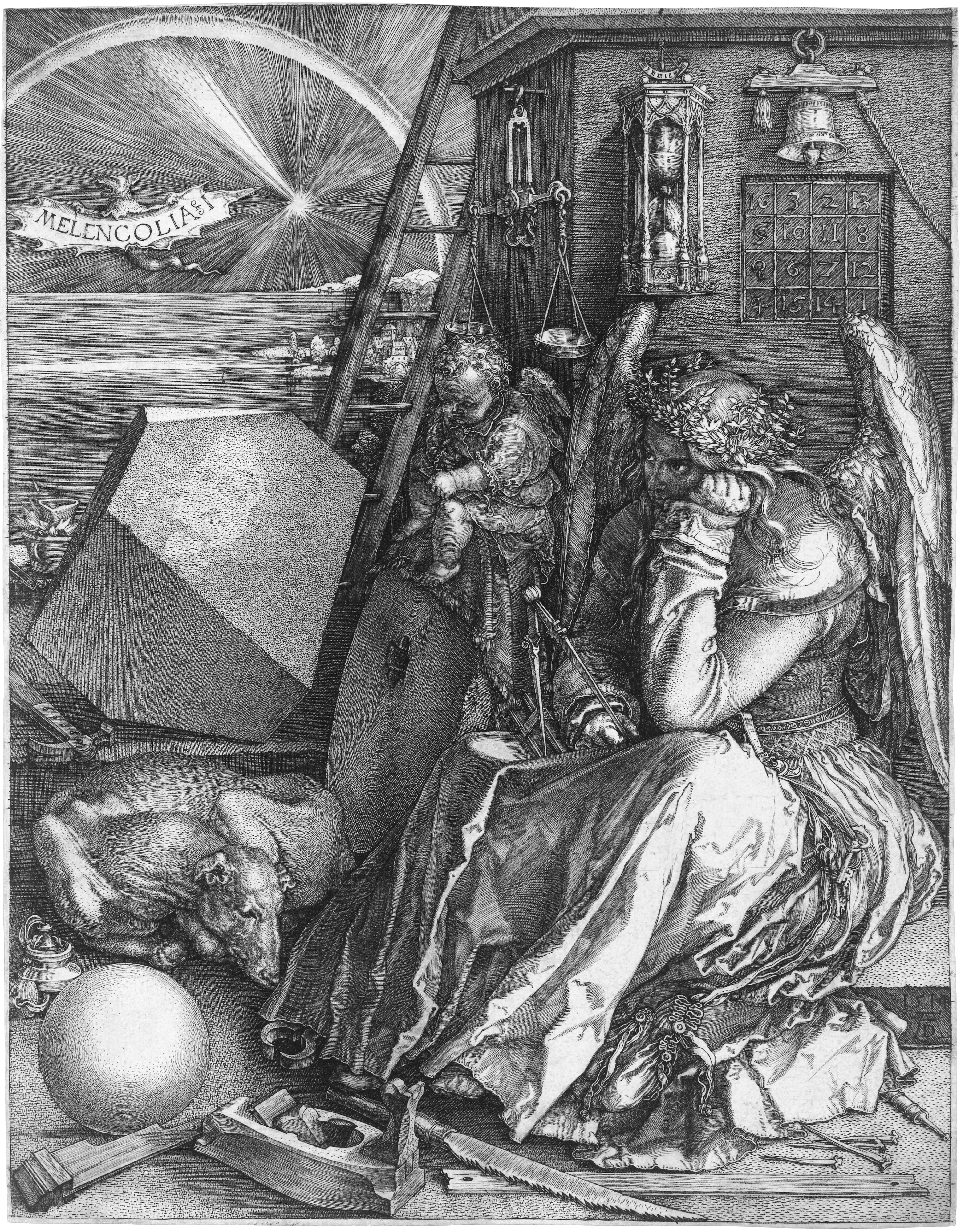
Albrecht Dürer, Melencolia I, Kupferstich aus dem Jahre 1514.

Eine pointierte, dialektisch-humorvolle Schlusswendung, wenn auch keine geradezu noble! Dieser Meinung scheint auch der Dichter gewesen zu sein. Er erkannte, dass dem Gedicht noch etwas fehlt: eine fünfte Strophe – fünf ist überhaupt die magische Zahl Kellerscher Kompositionen. So beginnt die letzte Strophe mit den leise selbstkritischen Worten: „Noch fühl ich dich so edel nicht …“. Was folgt, ist eine Auslegung des Dürerschen Blattes, worin der um 30 Jahre gealterte Dichter dem jugendlichen Ich Einsichten eines erfahrenen Kunstverstandes in den Mund legt. Wie das lyrische Ich bleibt auch das Genre des Gedichts (Ode, Huldigung eines geliebten höheren Wesens) erhalten, nur dass die stürmische Liebeserklärung jetzt in eine kunstphilosophische Betrachtung mündet: In der Vision des Künstlers Albrecht Dürer erscheint Melancholie als „des Fleißes schönste Braut“. „Fleiß“ meint hier „Kunstfleiß“, Studium und künstlerische Übung. Erst wo Kunstfleiß sich mit Inspiration paart, entsteht ein Kunstwerk. Die Quelle der Inspiration, die Muse des Künstlers, ist aber die Melancholie, dargestellt als weibliches Wesen, „mit milder Trauer angetan“, ernst, in versunkener Haltung, tief in sich gekehrt dasitzend, „umgeben reich von aller Werke Zeichen“, inmitten geheimnisvoller Gebilde, die mathematische Rätsel verkörpern, und wohlbekannter, wie von unschlüssigen Bauleuten liegen gelassener Werkzeuge. In diesem Durcheinander, dem „schöpferischen Chaos“, reift der Plan zum Werk, tritt jäh die Illumination ein, wie es zu vollbringen ist. Der Augenblick der Inspiration ist im äußerlich verschatteten Antlitz der Frauengestalt festgehalten. Es erscheint „von innerem Licht erhellt“, die wachen Augen blicken mit höchster Konzentration, „sie sinnt – der Dämon muß entweichen“, das düstere Brüten und selbstquälerische Grübeln findet ein Ende, hebt sich mit jenem vampirhaften Wesen, Träger der Bildüberschrift „MELENCOLIA“, auf Fledermausflügeln davon. Die mit Engelsschwingen ausgestattete Melancholie behauptet den Platz auf der Erde. (→ Phasen des kreativen Prozesses).
Kellers Auslegung des Dürerschen Blattes steht somit in der Tradition einer Umwertung der Melancholie, die mit dem Traktat De triplici vita des Florentiners Marsilio Ficino beginnt und an der Albrecht Dürer selbst Teil hat: Gegen die Verurteilung der Melancholie durch die mittelalterlichen Theologen (als Hauptlaster der Herzensträgheit und Ursache von Todsünde) setzten die Gelehrten und Künstler der Renaissance ihre neue, hohe Auffassung von der „melencolia generosa“ als eines leidvollen Seelenzustands, der den musisch inspirierten, schöpferischen Menschen heimsucht, ihn aber auch auszeichnet.

### Zur Entstehung
Vieles spricht dafür, dass bereits die erste, im Dezember 1848 in Heidelberg entstandene Fassung des Gedichts von der Dürerschen Melencolia angeregt war. Während seines Heidelberger Studienaufenthaltes (Oktober 1848 bis April 1850) war der Dichter häufig zu Besuch bei dem Maler Christian Philipp Koester, dem Restaurator der Boisseréeschen Gemäldesammlung und hervorragenden Kenner altdeutscher Malerei und Graphik. Koester gab eine Reihe von Heften mit dem Titel Zerstreute Gedanken-Blätter über Kunst heraus, zu welchen er zusammen mit seinem Freund, dem Berliner Antiquar Gustav Parthey, einen Dialog über Dürers Kupferstiche beigetragen hatte. Diesem Text und wahrscheinlich den Gesprächen mit Koester verdankte Keller die Grundzüge seiner Auffassung des Bildes.

### Zur Rezeption
Kellers Melancholie, in den meisten Ausgaben (auch Auswahl-Ausgaben) seiner Gedichte abgedruckt, seltener in Anthologien, wurde kaum je als einzelnes Werk kommentiert, interpretiert, kritisiert, oder in anderer Form besprochen. Umso mehr fällt die Würdigung ins Gewicht, die es durch Jonas Fränkel, den Herausgeber der ersten textkritischen Gesamtausgabe von Kellers Werken, an hervorgehobener Stelle – im Vorwort zu deren erstem Band – erfahren hat:
„Dieser schweizerischste Dichter ist auch der deutscheste. […] Will man eine wesensverwandte Erscheinung beschwören, so drängt sich Albrecht Dürer auf, wie sein Bild seit der Romantik im Bewußtsein des Jahrhunderts lebte. Beide wurzeln in einer freien Stadtrepublik, deren Atem im Zürich Gottfried Kellers noch spürbar war. Beider Kunst nährt sich von einer reichen Phantasie, die durch Anschauung des Realen gebändigt wird. In der Kunst beider sind Volksgut und Bildungselemente – bei Dürer die Renaissance, bei Keller der Goethesche Humanismus – eine unzertrennliche harmonische Verbindung eingegangen. Beide sind von jener ‚altmeisterlichen‘ Art, die dem Kleinen gleiche Liebe und Hingabe widmet wie dem Großen, weil sie weiß, daß an sich nichts klein und nichts groß ist und daß im Kleinsten sich das Größte spiegeln kann.
Unter den Werken des Nürnberger Meisters war besonders ein Blatt Gottfried Keller ans Herz gewachsen: Melancholie. In jungen Jahren rief er die ernste Frau in einem Gedicht als seinen Schutzgeist an, der schon an seiner Wiege gesessen und immer bei ihm erschien, sooft die Eitelkeit der Welt Macht über ihn bekommen wollte. Im Alter nimmt er das Gedicht wieder vor und fügt ihm eine neue Strophe an. Nicht mehr ist Melancholie seine Göttin. Das sinnende geflügelte Weib mit dem Kranz im Haar, umgeben von milder Trauer, preist er jetzt als ‚des Fleißes schönste Braut‘, vor deren strengem Auge die gespenstische Fledermaus mit Namen ‚Melencolia‘ sich flüchtet.
Als Gottfried Kellers rechtmäßige Muse stehe ‚des Fleißes schönste Braut‘ unsichtbar vor dieser Bändefolge, den Sinn seines Lebens deutend: ‚der Dämon muß entweichen / Vor des Vollbringens reifem Plan.‘“